# Gabriel Mayer
Gabriel Mayer (* 9. Oktober 1878 in Altötting; † 24. Januar 1954 ebenda) war ein deutscher Politiker der BVP und der CSU, Landtagsabgeordneter und Bürgermeister seiner Heimatstadt.

## Leben
Mayer wurde im Hotel zur Post geboren. Er erwarb in Traunstein die Mittlere Reife und besuchte danach die Brauerschule in München. Damit verbunden waren mehrere Praktika, die er auf verschiedenen Großgütern und in Brauereien absolvierte. 1910 übernahm er den Posthof von seinen Eltern. Daneben hatte er noch weitere Funktionen inne, so war er Vorsitzender des Pferdeversicherungsvereins (ab 1900) sowie der Landkrankenkasse in Altötting (von 1914 bis 1918), er gehörte der Bezirksbauernkammer und dem landwirtschaftlichen Kreisausschuss in Altötting an. Nach dem Ersten Weltkrieg trat er der Altöttinger Einwohnerwehr bei. Ferner war er Vorsitzender der Mörnbach-Genossenschaft, er beteiligte sich an der Gründung der Volksbank Altötting, deren Aufsichtsratsvorsitzender er war, und er war Ehrenmitglied des örtlichen Turnvereins, der Kolpingfamilie sowie der Freiwilligen Feuerwehr.
1933 wurde Mayer verhaftet, 1944 wurde er im KZ Dachau interniert. Im April 1945 stand er auf der Todesliste der SS.
Am 24. Januar 1954 erlag Mayer einem Schlaganfall, er wurde im Familienbegräbnis beigesetzt.

## Politik
Bereits 1916 wurde Mayer Mitglied im Distrikts- und Bezirksausschuss in Altötting, 1919 wurde er Vorsitzender des Bezirkstags. Im selben Jahr trat er in die BVP ein und wurde am 15. Juni zum ersten Bürgermeister von Altötting ernannt. 1920 wurde er erstmals in den Bayerischen Landtag gewählt, dem er bis 1933 angehörte. In der letzten Wahlperiode, welche 1932 begann, war er dort Vorsitzender des Ausschusses für die Besoldungsordnung. Am 27. März 1933 trat er vom Amt des Bürgermeisters zurück, nachdem die Nationalsozialisten ihn dazu gezwungen hatten.
Nach dem Krieg gründete er 1945 die Kreisgruppe der CSU und wurde deren Vorsitzender. Die US-amerikanischen Besatzungsmächte ernannten ihn am 14. Mai 1945 erneut zum Bürgermeister von Altötting, in diesem Amt wurde er später durch Wahlen bestätigt. 1946 gehörte er der Verfassunggebenden Landesversammlung an. Im selben Jahr wurde er in den ersten Bayerischen Landtag nach dem Krieg gewählt, dem er eine Wahlperiode lang bis 1950 angehörte. Dort war er Mitglied des Ausschusses für Ernährung und Landwirtschaft. Am 30. April 1952 schied er aus dem Bürgermeisteramt aus.

## Ehrungen
- Ludwigskreuz
- Goldene Medaille als Ökonomierat
- Päpstlicher Orden vom Heiligen Gregorius
- 1948: Ehrenbürger von Altötting
- 1953: Bundesverdienstkreuz am Bande
- 1954: Altbürgermeister
- Gabriel-Mayer-Straße in Altötting